# Jenny Erpenbeck
Jenny Erpenbeck (Oost-Berlijn, 12 maart 1967) is een Duits schrijfster en toneelregisseuse. Ze schreef een hele reeks boeken en toneelbewerkingen, met als bekendste recente werk de roman Kairos (2021), die zich afspeelt in Oost-Berlijn aan het eind van de jaren ‘80. Het boek vertelt het verhaal van de relatie tussen de schrijver Hans, begin 50 en getrouwd, en de 19-jarige Katharina. De roman wordt beschouwd als een van de meest oprechte en beste romans over de neergang van de DDR.

## Prijzen en onderscheidingen
Ze ontving verschillende belangrijke Duitse en internationale literaire prijzen:
| Jaar | Prijs                             | Opmerkingen                      |
| ---- | --------------------------------- | -------------------------------- |
| 2013 | Joseph Breitbach Preis            |                                  |
| 2015 | Independent Foreign Fiction Prize |                                  |
| 2015 | Deutscher Buchpreis               |                                  |
| 2015 | Europese Literatuurprijs          |                                  |
| 2016 | Thomas Mann Prize                 |                                  |
| 2024 | International Booker Prize        | als eerste Duitse vrouw gewonnen |